# 101P/Chernykh
101P/Chernykh è una cometa periodica appartenente alla famiglia delle comete gioviane. È stata scoperta il 19 agosto 1977 dall'astronomo russo Nikolaj Stepanovič Černych; la sua riscoperta l'8 giugno 1991 ha permesso di numerarla. Caratteristica dell'orbita della cometa è di avere una piccola MOID col pianeta Giove, 0,122155 UA, fatto che ha portato i due corpi celesti alla distanza di sole 0,318 UA il 13 gennaio 1980.

## Scissione del nucleo cometario del 1991
A metà del settembre 1991 è stato scoperto che il nucleo della cometa si era diviso in due parti; i calcoli indicano che la scissione dovrebbe essere avvenuta attorno a metà aprile 1991, prima della sua riscoperta. I due frammenti sono stati rivisti al successivo passaggio al perielio del dicembre 2005.